# Wartość użytkowa
Wartość użytkowa – zdolność danego towaru do zaspokajania potrzeb człowieka. Całokształt jego właściwości, dzięki którym może zaspokoić określoną potrzebę.
Towar poprzez swoją wartość użytkową staje się przedmiotem społecznego zapotrzebowania.
Oprócz towarów wartość użytkową mają też produkty pracy ludzkiej, które nie są towarami lub dobra wolne typu powietrze, promienie słoneczne.
Zgodnie z ustawą o organizacji hodowli i rozrodzie zwierząt gospodarskich (Dz.U. z 2021 r. poz. 36) wymierna cecha lub zespół cech zwierzęcia gospodarskiego o znaczeniu gospodarczym.